# Miree/Pacific
Miree/Pacificは、Suchmosのシングル。
自身初となるレコードでの発売となった。

## 収録曲
1. Miree
  - 1stEP『Essence』リード曲
2. Pacific

## 発売日
6月3日にリリースされた。
また、東京・HMV record shop 渋谷では発売日に先がけ、5月27日に先行販売された。